# Aeschynomene tenuis
Aeschynomene tenuis là một loài thực vật có hoa trong họ Đậu. Loài này được Griseb. miêu tả khoa học đầu tiên.